# الجرجرة (بيت الوعيل)

تعديل مصدري - تعديل

الجرجرة محلة تابعة لقرية بيت الوعيل، التابعة لعزلة شخب بمديرية النادرة إحدى مديريات محافظة إب في الجمهورية اليمنية، بلغ تعداد سكانها 193 حسب تعداد اليمن لعام 2004.